# District de Nicoadala
Le district de Nicoadala est une subdivision administrative de la province de Zambézie au nord du Mozambique. En 2007, sa population est de 232 929 habitants.

## Source de la traduction
- (it) Cet article est partiellement ou en totalité issu de l’article de Wikipédia en italien intitulé « Distretto di Nicoadala » (voir la liste des auteurs).